# 大船渡市
大船渡市（日语：／ Ōfunato shi */?）是位於日本岩手縣的市，也是縣內沿海地區人口數第二多的市。轄區多被北上山地的山岳覆蓋，盛川流經市中心並往南流，當地人口則集中在盛川出海口的周邊地區。大船渡市在1960年受到智利大地震引發的海嘯所衝擊，災後當地致力於重建和復興，並發展成以工業和水產業為主的城市。市內的大船渡港於1959年被岩手縣指定為重要港口，南部的碁石海岸則位於三陸復興國立公園的範圍內。

## 地理

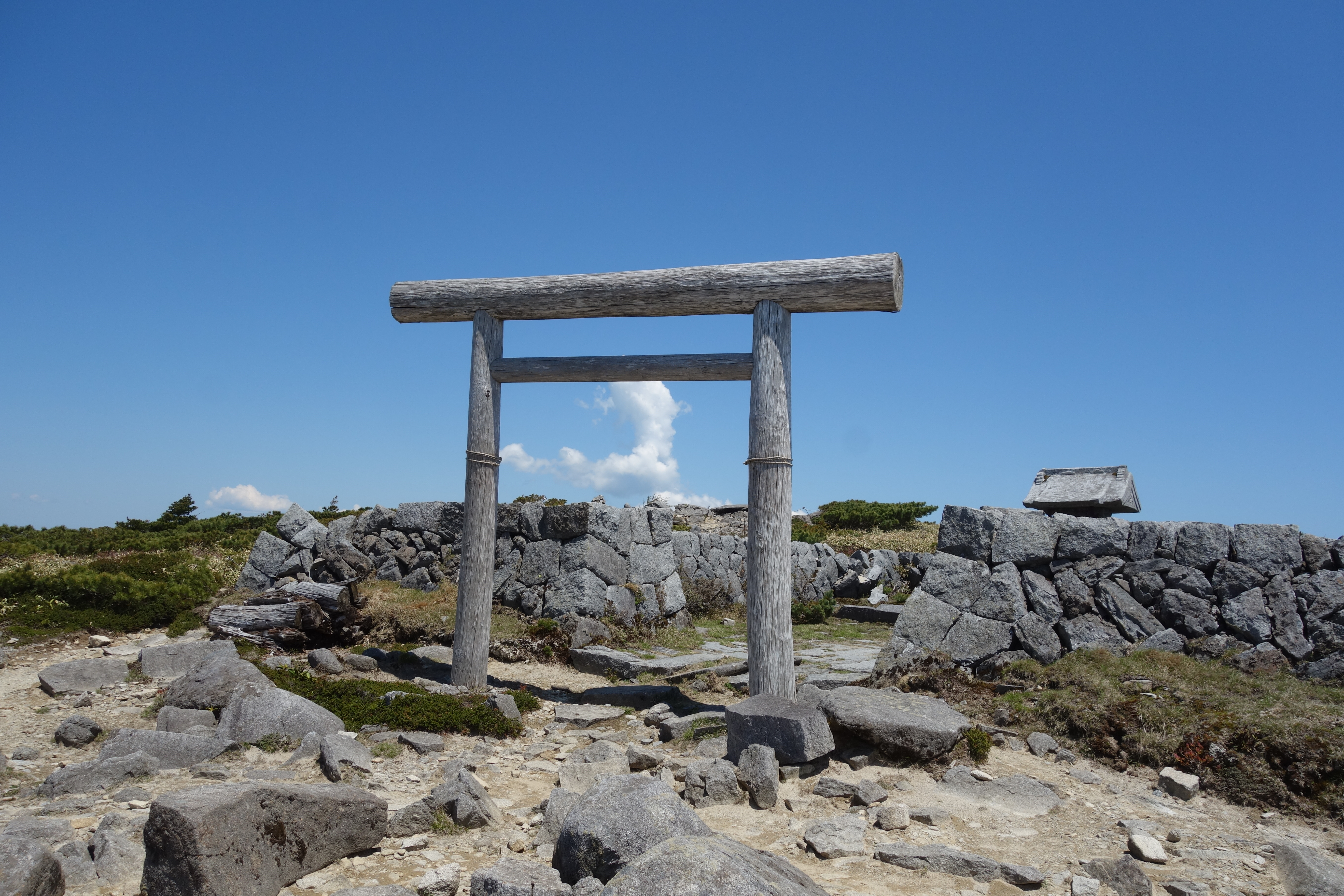
五葉山的山頂下的神社

大船渡市境內約68.9%的面積被山林與原野覆蓋，2.76%的土地為農業用地。轄區多被北上山地的山岳覆蓋。北部坐落著海拔1351公尺的五葉山和鍬台峠、荒金山、赤坂峠等山岳，西部隔著冰上山和通岡峠與陸前高田市接壤。東部的谷灣海岸則坐落著大船渡灣、門之濱灣、綾里灣、越喜來灣和吉濱灣。大船渡市的海岸線總長度約為159公里，約佔岩手縣的海岸線總長度的五分之一。其中南部的碁石海岸位於三陸復興國立公園的範圍內。盛川流經市內，並在鄰近大船渡灣的地區形成沖積扇。其支流鷹生川，以及立根川、須崎川、綾里川等河也流經市內。

### 氣候
大船渡市屬於太平洋側氣候，因此冬季的降雪量較少。根據統計，1991年至2020年大船渡市的年均溫為11.6℃，年均降雨量則為1543.4毫米。
| 大船渡市               | 大船渡市    | 大船渡市    | 大船渡市    | 大船渡市     | 大船渡市     | 大船渡市     | 大船渡市     | 大船渡市     | 大船渡市     | 大船渡市     | 大船渡市    | 大船渡市    | 大船渡市      |
| 月份                   | 1月         | 2月         | 3月         | 4月          | 5月          | 6月          | 7月          | 8月          | 9月          | 10月         | 11月        | 12月        | 全年          |
| ---------------------- | ----------- | ----------- | ----------- | ------------ | ------------ | ------------ | ------------ | ------------ | ------------ | ------------ | ----------- | ----------- | ------------- |
| 平均高温 °C（°F）      | 4.1 (39.4)  | 4.3 (39.7)  | 7.5 (45.5)  | 13.5 (56.3)  | 18.5 (65.3)  | 21.3 (70.3)  | 24.5 (76.1)  | 26.9 (80.4)  | 23.0 (73.4)  | 18.2 (64.8)  | 12.7 (54.9) | 7.1 (44.8)  | 15.1 (59.2)   |
| 日均气温 °C（°F）      | 0.4 (32.7)  | 0.5 (32.9)  | 3.2 (37.8)  | 8.8 (47.8)   | 13.6 (56.5)  | 17.3 (63.1)  | 20.8 (69.4)  | 23.0 (73.4)  | 19.0 (66.2)  | 13.4 (56.1)  | 8.1 (46.6)  | 3.2 (37.8)  | 10.9 (51.7)   |
| 平均低温 °C（°F）      | −3.2 (26.2) | −3.3 (26.1) | −1.0 (30.2) | 3.9 (39.0)   | 8.8 (47.8)   | 13.6 (56.5)  | 17.7 (63.9)  | 19.8 (67.6)  | 15.3 (59.5)  | 8.7 (47.7)   | 3.4 (38.1)  | −0.7 (30.7) | 6.9 (44.4)    |
| 平均降水量 mm（）      | 45.7 (1.80) | 61.4 (2.42) | 86.6 (3.41) | 141.6 (5.57) | 149.7 (5.89) | 154.0 (6.06) | 165.3 (6.51) | 197.6 (7.78) | 194.5 (7.66) | 138.7 (5.46) | 99.6 (3.92) | 44.3 (1.74) | 1,479 (58.22) |
| 平均降雪量 cm（）      | 12 (4.7)    | 19 (7.5)    | 10 (3.9)    | 0 (0)        | 0 (0)        | 0 (0)        | 0 (0)        | 0 (0)        | 0 (0)        | 0 (0)        | 1 (0.4)     | 7 (2.8)     | 49 (19.3)     |
| 平均相對濕度（％）     | 62          | 63          | 63          | 67           | 72           | 80           | 84           | 82           | 80           | 74           | 68          | 64          | 72            |
| 月均日照時數           | 153.6       | 146.1       | 176.1       | 177.2        | 208.4        | 163.7        | 151.4        | 165.5        | 124.9        | 154.1        | 138.9       | 140.1       | 1,900         |
| 来源：NOAA (1961-1990) |             |             |             |              |              |              |              |              |              |              |             |             |               |

## 歷史
大船渡市自古時便有人類居住，市內共發掘出30處繩紋時代的貝塚。其中蛸之浦貝塚、下船渡貝塚和大洞貝塚皆被指定為日本的史跡。明治12年（1879年），日本政府在市內的盛町地區設置氣仙郡的郡所，使當地成為氣仙地區的行政、經濟和文化中心。昭和27年（1952年）4月，盛町、大船渡町、末崎村、豬川村、日頃市村、立根村和赤崎村合併成大船渡市。平成13年（2001年），大船渡市與三陸町合併成現今的大船渡市。

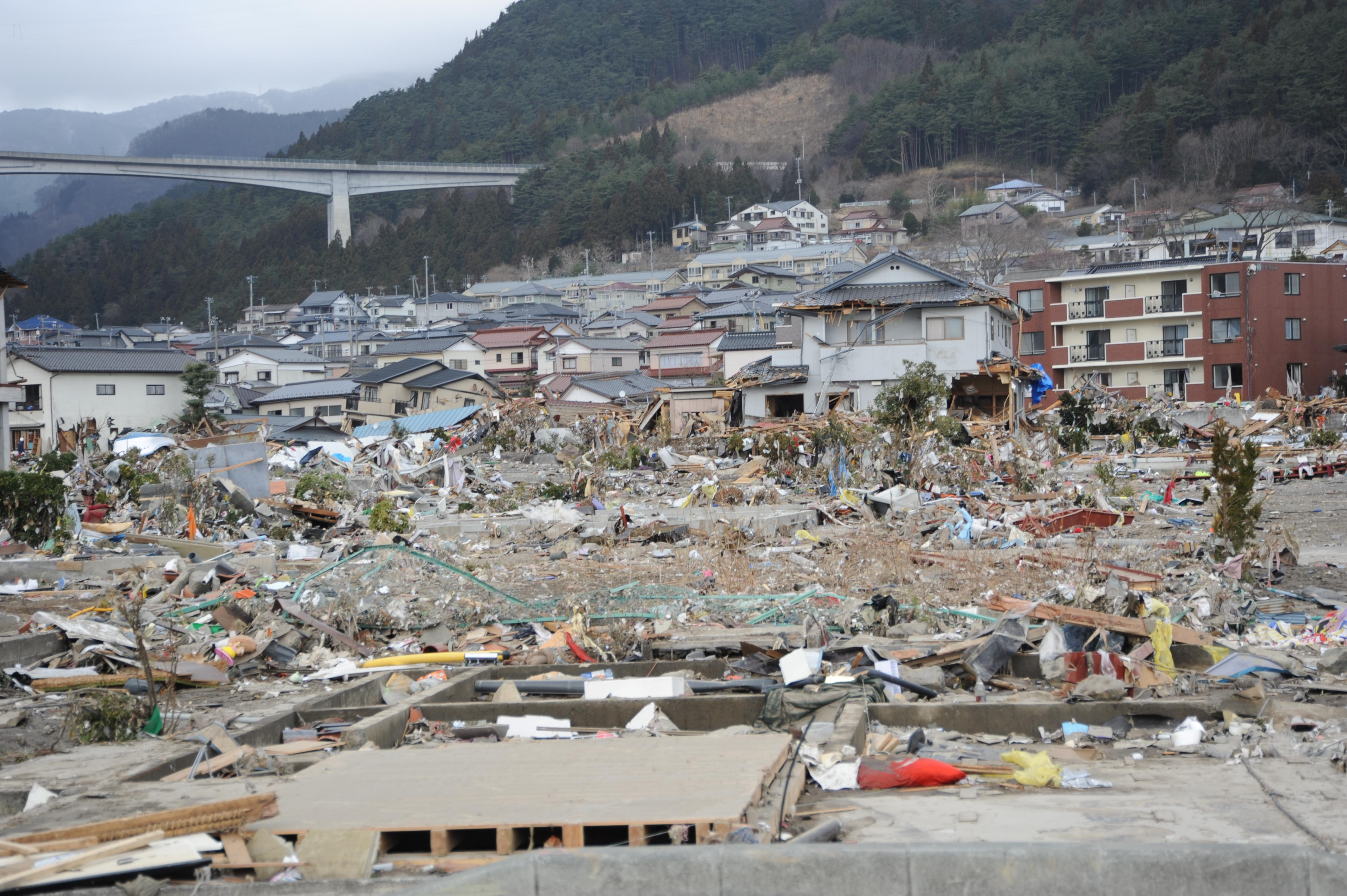
遭海嘯侵襲後的大船渡市

昭和35年（1960年）5月，大船渡市受到智利大地震引發的海嘯衝擊，並造成當地共52人死亡、302人受傷、214棟建築全毀和567棟建築半毀，為三陸海岸死亡和失蹤人數最多的行政區。而當地的受損總額約為81億5677萬日圓。2011年3月11日的東日本大震災在大船渡市引發震度5弱至6弱的地震，並造成當地共340人死亡、79人失蹤，以及3221棟建築全毀或半毀。而大船渡市的受損總額估計超過1000億日圓。

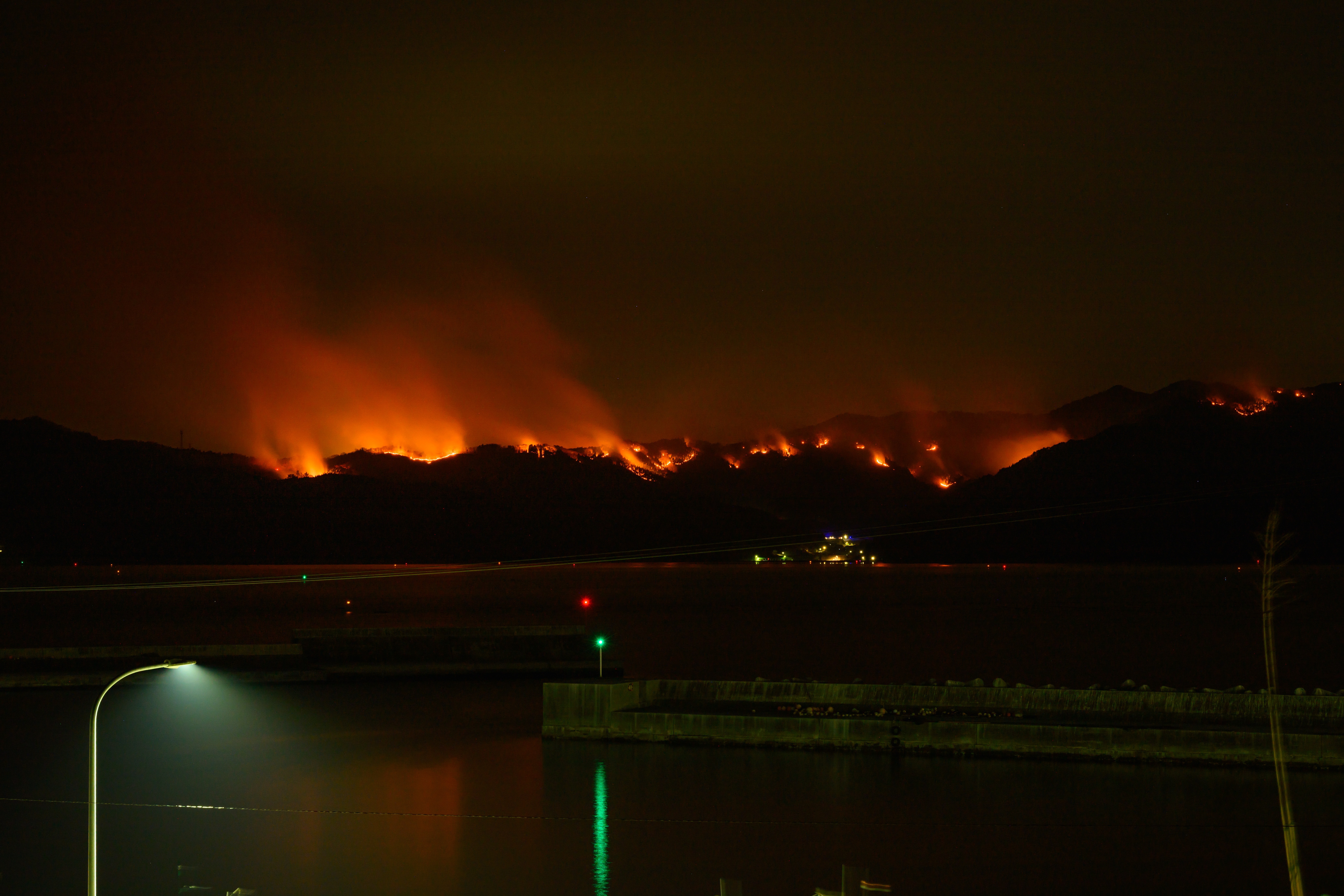
2025年3月18日自崎濱漁港拍攝的大船渡市山林火災

2025年2月19日上午11點55分左右，大船渡市的消防局接獲通報，位於三陸町綾里的山中出現煙霧，並在之後迅速蔓延。該起火勢於25日下午3點左右撲滅，其燒毀面積約為324公頃。2月26日下午1點左右，市內的消防局再度接獲通報，位於赤崎町的合足漁港出現火勢，並隨著風勢蔓延至三陸町綾里的6個區域。而消防人員則在火勢蔓延的綾里小路地區發現一具疑似被大火燒死的男性遺體。截至3月5日早上7點，大船渡市的燒毀土地面積擴大至約2900公頃，約占全市總面積的9%；而市內的避難人口合計4596人，約占全市總人口數的15%。此次火災也是日本自1989年以來規模最大的山林火災。3月10日上午10點。大船渡市宣布解除三陸町綾里全區與赤崎町其餘地區的避難指示，市內所有地區的避難指示均已解除。

## 行政
現任市長渕上清於2022年11月在選舉中當選，其任期將持續至2026年12月。

## 經濟
根據日本2015年的國勢調查統計，大船渡市的就業人口中有7.5%從事第一級產業，30%的就業人口從事第二級產業，其餘的62.5%則從事第三級產業。由於轄區西北邊的太平洋海域是世界三大漁場之一的三陸沖，因此當地的漁業資源相當豐富。據統計，2012年至2021年，大船渡市的秋刀魚漁獲總額連續10年位居本州第一。但受到東日本大震災和海水升溫等因素影響，使大船渡市從事漁業的就業人口數和漁獲量皆逐年減少當中。而因為市內坐落著含有石灰石的礦山，因此當地砂石製造品的生產額也相當高。根據統計，2019年大船渡市的製造品出貨總額約為634億8百萬日圓。其中食品製造業的生產額約佔總生產額的45%，而窯業和砂石製品製造業的生產額則約佔42.7%。
由於大船渡市境內擁有碁石海岸等自然景點，因此吸引許多觀光客到訪。根據統計，2015年至2019年，大船渡市每年約有69萬至88萬的遊客到訪。但2020年受到嚴重特殊傳染性肺炎疫情的影響下降至43萬人次。

## 教育
大船渡市內共有11所小學校、4所中學校和2所高等學校。根據2023年5月的統計，市內的小學校共有1345名學生，中學校共有722名學生，高等學校則共有681名學生。

## 交通
國道45號和三陸沿岸道路並行穿越大船渡市的中心和沿海地區，國道107號則往西北邊延伸。其中三陸沿岸道路在市內共設置5個交流道。

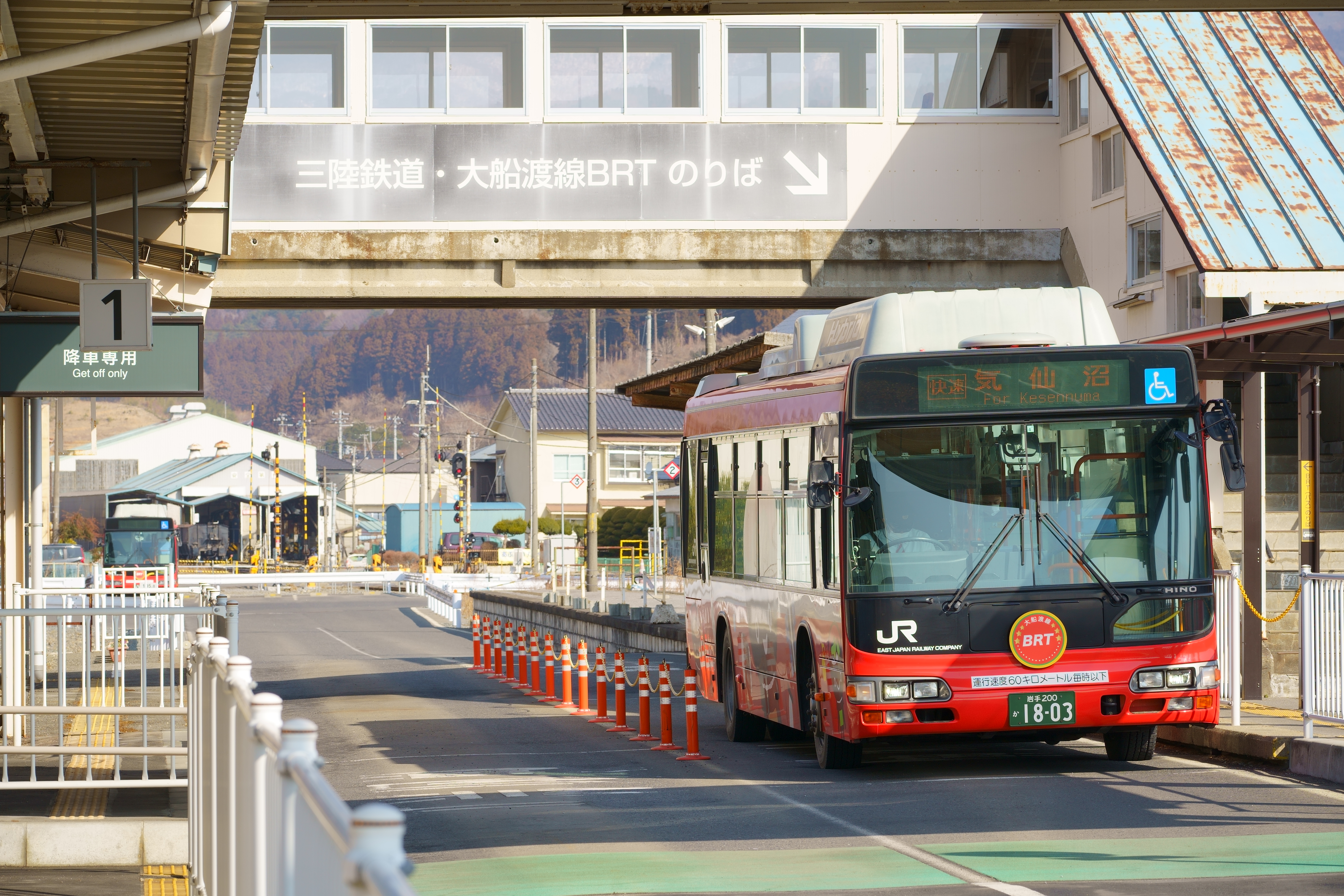
盛車站內的BRT專用通道

鐵路方面，JR東日本的大船渡線、三陸鐵道的谷灣線和岩手開發鐵道的日頃市線皆通過大船渡市。其中日頃市線僅作為貨運鐵路使用，而谷灣線則由北往南設置吉濱站、三陸站、綾里站、盛車站等共7座車站。大船渡線因在東日本大震災中嚴重受損，因此於2020年4月廢除氣仙沼車站至盛車站的路段，並改以BRT代為行駛。位於市內的路線除原有的車站之外，還另設田茂山站、大船渡魚市場前車站、大船渡丸森車站和碁石海岸口車站等共5座公車站。

## 姐妹城市
大船渡市與以下日本行政區為友好姐妹城市:
| 市町村 | 都道府縣 | 締結日期 |
| ------ | -------- | -------- |
| 最上町 | 山形縣   | 1984年   |

大船渡市與以下外國行政區為友好姐妹城市:
| 國家   | 城市                                      | 締結日期      |
| ------ | ----------------------------------------- | ------------- |
| 西班牙 | 帕洛斯-德拉弗龍特拉（安達魯西亞威爾瓦省） | 1992年8月12日 |